# 川越市立山田中学校
川越市立山田中学校（かわごえしりつ やまだちゅうがっこう）は、埼玉県川越市山田にある公立中学校。

## 沿革
- 1947年4月1日 - 山田村立山田中学校として設立
- 1955年4月1日 - 市村合併により川越市立山田中学校に改称
- 1970年5月27日 - 校旗制定
- 1971年9月10日 - 校歌制定[1]

## 教育目標
- 思いやりのある生徒（心やさしい生徒）
- 自ら学ぶ生徒（確かな学力を身に付ける生徒）
- 心身を鍛える生徒（強靱な体力と意志をもつ生徒）[2]

## 通学区域
- 上寺山
- 寺山
- 福田
- 山田
- 府川
- 石田[3]